# Beaufort (ost)
Beaufort är en fransk ost från Savoie. Osten påminner om den schweiziska Gruyère och tillverkas av opastöriserad komjölk. Den har en hård naturlig skorpa med kittyta. Osten lagras i bergrum i mellan fem månader och två år.